# Tobelbach (Osterhofer Ach/Hinterer Berg)
Der Tobelbach ist ein knapp 1,8 km langer Bach nordöstlich von Osterhofen auf der Gemarkung Haisterkirch der oberschwäbischen Stadt Bad Waldsee im baden-württembergischen Landkreis Ravensburg und in die Osterhofer Ach mündet.

## Lage
Der Tobelbach liegt nordöstlich von Osterhofen und verläuft vollständig auf der Gemarkung Haisterkirch der Stadt Bad Waldsee. Seine Quelle und der naturbelassene Oberlauf befinden sich auf dem Haisterkircher Rücken. Etwas nördlich seines Verlaufs grenzt die Gemarkung Unterschwarzach der Stadt Bad Wurzach an das Gebiet.

### Naturräumlich
Die Quelle des Tobelbachs liegt im Naturraum Riß-Aitrach-Platten (Nr. 41), der zur Großlandschaft Donau-Iller-Lech-Platte (Nr. 4) gehört. Die ersten etwa 550 Meter seines Laufs, die die erste Hälfte des Tobelbachs auf dem Haisterkircher Rücken umfassen und durch das Waldgebiet Hinterer Berg führen, liegen ebenfalls in diesem Naturraum. Die Mündung in die Osterhofer Ach befindet sich etwa 1,3 Kilometer entfernt vom Naturraum Oberschwäbisches Hügelland (Nr. 32), der zur Großlandschaft Voralpines Hügel- und Moorland (Nr. 3) zählt. Der Tobelbach liegt östlich der Europäischen Hauptwasserscheide.

## Verlauf
Der Tobelbach entspringt auf dem Haisterkircher Rücken im Geißgraben, einem kleinen Tobel nördlich von Graben, und fließt durch das Waldgebiet Hinterer Berg hangabwärts in östlicher Richtung. Grob mittig in einem separaten Waldstück, das unterhalb des Waldgebiets Hinterer Berg liegt und östlich der Straße von Osterhofen nach Eggmannsried am oberen Hang absteht, durchquert er dieses. Ab dem Ende dieses Waldstücks beginnt die Verrohrung, und der Tobelbach knickt in Richtung Osterhofen ab, verrohrt den Hang querend bis zu einer Baumgruppe, wo er für einige Meter wieder offen verläuft. An der Baumgruppe fließt er erneut verrohrt entlang eines Weges den Hang hinunter in Richtung St. Magnus Hof. An der Kreisstraße K 7933 ändert er seine Richtung nach Südwesten bis hinter das alleinstehende Wohnhaus im Grabenäcker. Hinter diesem Wohnhaus biegt der Tobelbach nach Westen ab und mündet kurz vor dem nördlichen Agrarbetrieb in die Osterhofer Ach.

## Moore
Im Bereich Hintere Wiesen, kurz vor der Kreisstraße K 7933, unterquert der verrohrte Teil des Tobelbachs das südöstliche Ende eines Niedermoors. Dieses mitteltiefe bis tiefe Niedermoor besteht aus Niedermoortorf, der oberflächennah zersetzt bis vererdet ist und Beimengungen von Mineralboden sowie Schwemm- oder Seesedimenten aufweist. Es zeichnet sich durch verbreitet abgesenktes Grundwasser aus.
In historischen Moorkarten ist das Gebiet, durch das der Tobelbach fließt, als Anmoor nordoestl. Osterhofen oder präziser als Anmoor nordöstl. Osterhofen (Hintere Wiesen) verzeichnet. Diese Kartierungen weisen auf einen von Druckquellen überrieselten Hang hin, der ein hydromorphes Hanganmoor mit stark wechselnder Mächtigkeit aufwies und landwirtschaftlich als minderwertiges Grünland genutzt wurde.

## Biotope
Der Tobelbach verläuft abschnittsweise entlang ufernaher Biotope, darunter der Tobel und Bach SW Söldenhorn, das Quellbereich NO Osterhofen, der Quellbereich NO Osterhofen und der Kleinweiher NO Osterhofen.
- Das Biotop Tobel und Bach SW Söldenhorn ist ein 0,1133 Hektar großes, geschütztes Quellbachgebiet südwestlich des Söldenhorns bei Bad Waldsee. Es liegt im Naturraum Riß-Aitrach-Platten und ist als natürlicher Fließgewässerbereich und Tobelwald geschützt. Ein kurzer, wenig wasserführender Bach mit quelligen Stellen fließt durch ein feinkiesig-sandig-schlammiges Bett, dessen Ufer von Eschen gesäumt sind und an den Fichten angrenzen. Im Oberlauf verzweigen sich Quellrinnen, bevor der Bach sich in einen kleinen Tobel eintieft und nördlich unter einem Erdweg versickert. Das Biotop umfasst eine Sickerquelle, einen naturnahen Mittelgebirgsbachabschnitt und einen Tobel.[9]
- Das 0,0802 Hektar große Biotop Quellbereich NO Osterhofen bei Bad Waldsee ist ein geschütztes Quellgebiet in einer Hangmulde. Es liegt im Naturraum Riß-Aitrach-Platten und umfasst einen quelligen, mit Eschen bestandenen Bereich mit hochstaudenreicher Vegetation. Ein kleiner, teilweise versinterter Quellbach fließt grabenartig zu. Umgeben ist das Biotop von Fichtenwald. Es besteht hauptsächlich aus einer Sickerquelle und einem naturnahen Bachabschnitt. Eine Teilweise Verfüllung mit Schutt stellt eine geringe Beeinträchtigung dar.[10]
- Das 0,0802 Hektar große Biotop Quellbereich NO Osterhofen nahe Bad Waldsee ist ein geschütztes Quellgebiet in einer Hangmulde des Naturraum Riß-Aitrach-Platten. Es zeichnet sich durch einen quelligen, mit Eschen bewachsenen Bereich und eine üppige Hochstaudenvegetation aus. Ein kleiner, teilweise versinterter Quellbach fließt grabenartig zu. Umgeben von Fichtenwald, besteht das Biotop primär aus einer Sickerquelle und einem naturnahen Bachabschnitt. Eine geringe Beeinträchtigung besteht durch stellenweise Schüttverfüllungen.[11]
- Das 0,2879 Hektar große Biotop Kleinweiher NO Osterhofen bei Bad Waldsee ist ein geschütztes Stillgewässer im Riß-Aitrach-Platten-Naturraum. Es handelt sich um eine ehemalige Kiesgrube, die zu einem stark verlandenden Tümpel geworden ist. Der teilbesonnte Weiher (ca. 20 × 40 m) weist algiges, aber klares Wasser auf und ist fast vollständig von einem Röhricht aus Rohrglanzgras und Flutendem Süßgras bewachsen. Am Rand finden sich Traubenkirsche, Eschen, Erlen und Weide, im Nordosten eine mächtige Silberweide. Die Uferkrautschicht besteht aus Brennnessel und Großem Springkraut. Im Gewässer liegen Weiden und Totholz. Im Umfeld ist reichlich alter Müll vorhanden. Das Biotop wird als Tümpel oder Hüle eingestuft und umfasst zu 60 % Röhrichtflächen.[12]